# Femmes préhistoriques
Pour plus de détails, voir Fiche technique et Distribution.
Femmes préhistoriques (Prehistoric Women) est un film américain, sorti en 1950.

## Fiche technique
- Titre original : Prehistoric Women
- Titre français : Femmes préhistoriques
- Réalisation : Gregg Tallas
- Scénario : Gregg Tallas et Sam X. Abarbanel
- Photographie : Lionel Lindon
- Montage : James W. Graham
- Musique : Raoul Kraushaar
- Pays d'origine : États-Unis
- Format : 1,37:1 - Mono
- Genre : aventure
- Durée : 74 minutes
- Date de sortie : 1950

## Distribution
- Laurette Luez (en) : Tigri
- Allan Nixon (en) : Engor
- Joan Shawlee : Lotee
- Judy Landon (en) : Eras
- Mara Lynn : Arva
- Jo-Carroll Dennison : Nika